# 앙골라의 역사
앙골라는 남서아프리카에 있는 나라이다. 이 나라의 이름은 왕을 뜻하는 킴분두어에서 유래되었다. 앙골라는 북부 영토가 콩고 왕국과 은동고 왕국과 같은 반투족의 지배하에 들어오기 전에 산 수렵 채집 사회에 의해 처음 정착되었다. 15세기에 포르투갈 식민지 개척자들이 무역을 시작했고, 16세기에 루안다에 정착지가 세워졌다. 포르투갈은 1655년부터 식민지를 지배하던 이 지역의 영토를 병합하였고, 앙골라는 1951년에 포르투갈의 해외 속주로 편입되었다. 앙골라는 1974년 리스본에서 일어난 군부의 반란과 좌익 쿠데타로 끝난 앙골라 독립 전쟁 이후 1975년 알보르 협정을 통해 독립을 달성했다. 독립 후, 앙골라는 2002년까지 지속된 오랜 내전에 돌입했다.

## 선사 시대부터 주권 국가까지
오늘날 앙골라 지역은 구석기 시대와 신석기 시대에 거주했으며, 루안다, 콩고, 나미브 사막에서 발견된 유적으로 증명되었다. 기록된 역사의 시작에 다른 문화와 사람들도 도착했다.
가장 먼저 정착한 것은 산족이었다. 이것은 6세기 초에 변화했는데, 이미 금속 가공 기술을 보유하고 있던 반투족이 북쪽에서 도자기와 농업으로 이주하기 시작했다. 그들이 지금의 앙골라 지역에 도착했을 때 그들은 산족과 다른 집단들과 마주쳤다. 반투족의 설립은 수 세기가 걸렸고 다양한 민족적 특징을 가진 다양한 집단들이 생겨났다.
역사적으로 콩고 왕국으로 알려진 이 지역의 첫 번째 큰 정치적 실체는 13세기에 나타났고 북쪽의 가봉에서 남쪽의 쿠안자강까지, 서쪽의 대서양에서 동쪽의 크왕고강까지 뻗어 있었다.
콩고의 부는 주로 농업에서 왔다. 권력은 왕국의 요직을 차지하고 전능한 콩고의 왕에게만 대답한 귀족들인 마니의 손에 있었다. 음반자는 16세기에 수도였던 음반자콩구의 인구가 5만 명이 넘었던 마니에 의해 관리되고 통치된 영토 단위의 이름이다.
콩고 왕국은 6개의 지방으로 나뉘었고 남쪽으로 은동고와 같은 몇몇 속국들을 포함했다. 무역은 매우 생산적인 농업과 증가하는 광물 자원 개발에 기반을 둔 주요 활동이었다. 1482년, 디오고 캉이 지휘하는 포르투갈의 캐러벨이 콩고에 도착했고, 그는 1484년에 오늘날의 앙골라의 북서쪽 해안을 탐험했다. 다른 원정이 뒤따랐고, 곧 두 나라 사이에 긴밀한 관계가 형성되었다. 포르투갈인들은 새로운 종교(기독교)뿐만 아니라 총기와 다른 많은 기술적 진보들을 가져왔다.
포르투갈의 식민지 앙골라는 1575년 파울루 디아스 데 노바스가 도착하면서 포르투갈의 100가족과 400명의 군인과 함께 세워졌다. 루안다에 있는 중심지는 1605년에 도시의 지위를 부여받았다.
콩고의 왕은 곧 기독교로 개종했고 유럽인들과 비슷한 정치 구조를 채택했다. 그는 교황으로부터 사절을 받을 정도로 유럽에서 잘 알려진 인물이 되었다.
콩고 왕국의 남쪽, 쿠안자강 주변에는 다양한 중요한 국가들이 있었다. 이 중 가장 중요한 것은 응골라에 의해 통치된 은동고 또는 동고 왕국이었다. 포르투갈인들이 도착했을 때 응골라 킬루앙이 권력을 잡고 있었다. 이웃 국가들과 동맹을 맺는 정책을 유지함으로써, 그는 수십 년 동안 외국을 상대로 버텼지만, 결국 루안다에서 참수당했다. 몇 년 후, 은고는 진가 음반디 (징가 여왕)가 권력을 잡았을 때 다시 두각을 나타냈다. 교활한 정치인이었던 그녀는 신중하게 준비된 합의로 포르투갈인들을 견제했다. 1635년 그녀는 마탐바와 은동고, 콩고, 카산제, 뎀보스, 키사마와 대연합을 이루는데 성공했다. 이 강력한 동맹의 선두에 서서, 그녀는 포르투갈군을 퇴각시켰다.
한편, 포르투갈은 왕을 잃었고 스페인은 포르투갈 왕정을 장악했다. 이때까지 포르투갈의 해외 영토는 2위를 차지하였다. 네덜란드는 이 상황을 이용하여 1641년 루안다를 점령했다. 징가는 네덜란드와 동맹을 맺었고, 이에 따라 그녀의 연합을 강화하고 그들이 강하게 요새화한 마산가노에 포르투갈인들을 가두었고, 때때로 쿠아타 쿠아타 전쟁에서 노예들을 잡기 위해 출진했다. 앙골라에서 온 노예들은 포르투갈의 식민지인 브라질의 발전에 필수적이었지만, 이러한 사건들로 인해 교통이 중단되었다. 포르투갈은 독립을 되찾았고, 1648년 살바도르 코레이아 데 사레가 지휘하는 브라질로부터 대규모 군대가 루안다를 점령했다. 진가의 연합군은 무너졌고, 네덜란드 동맹군이 그들의 화기를 가지고 있지 않았고, 코레이아 데 사레의 강력한 지위는 원주민 군대의 사기에 치명적인 타격을 주었다. 1663년 징가는 사망했고, 2년 후, 콩고 왕은 코레이아 데 사가 점령한 루안다섬을 점령하기 위해 그의 모든 군대를 투입했지만, 그들은 패배하고 독립을 잃었다. 은동고 왕국은 1671년에 포르투갈 왕국에 항복했다.
무역은 주로 포르투갈의 식민지인 브라질과 이루어졌으며, 브라질 선박은 루안다와 벵겔라 항구에서 가장 많았다. 이 무렵, 포르투갈의 식민지였던 앙골라는 사실 브라질의 식민지, 역설적으로 또 다른 포르투갈의 식민지 같았다. 브라질은 종교와 교육에서도 강한 영향력을 행사했다. 전쟁은 점차 무역 철학에 자리를 내주었다. 노예 무역 경로와 노예 무역을 가능하게 만든 정복은 서로 다른 지역 간의 활동의 원동력이 되었다. 고원지대(플라날토)에서 가장 중요한 국가는 비에주와 바일운도였으며, 후자는 식량과 고무의 생산으로 유명했다. 내륙은 19세기까지 포르투갈의 지배를 받지 않았다.
노예 무역은 1836년까지 폐지되지 않았고, 1844년 앙골라의 항구들은 법을 집행할 수 없었고, 특히 영국 해군 보안에 의존한 포르투갈인들과 함께 외국 선박에 개방되었다. 이것은 미국과 브라질로 노예 밀수를 계속하는 것을 용이하게 했다. 1850년까지 루안다는 포르투갈 본토를 제외한 포르투갈 제국에서 팜, 땅콩 기름, 왁스, 코팔, 목재, 상아, 면화, 커피, 코코아를 수출하는 가장 큰 도시 중 하나가 되었다.
베를린 회담은 포르투갈이 주장했지만 효과적으로 정복할 수 없었던 모든 영토를 즉시 점령하도록 강요했다. 자이르강 북쪽에 위치한 카빈다주도 1885년 포르투갈 국왕과 카빈다 왕자들 사이에 체결된 시물람부코 보호령 조약의 법적 근거에 따라 포르투갈에 양도되었다. 19세기에 그들은 천천히 그리고 머뭇거리며 내륙에 자리를 잡기 시작했다. 앙골라는 현재의 영토를 포함하는 포르투갈의 식민지로서 19세기 말 이전에는 확립되지 않았고, 베를린 회담이 요구한 "효과적인 점령"은 1920년대에야 달성되었다.
식민지 경제 전략은 농업과 원자재 수출에 기반을 두었다. 고무와 상아 무역과 더불어 제국 인구(본토를 포함)에 부과된 세금으로 리스본은 막대한 수입을 올렸다.

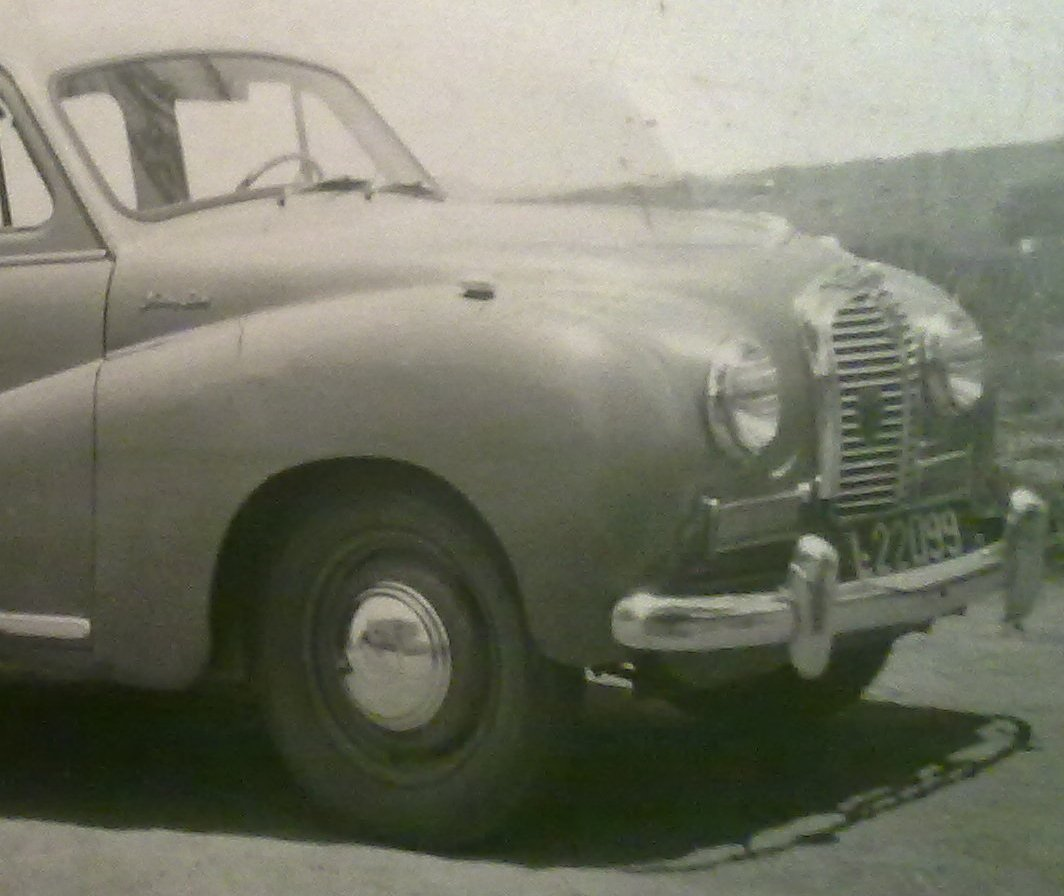
1949년 앙골라의 자동차

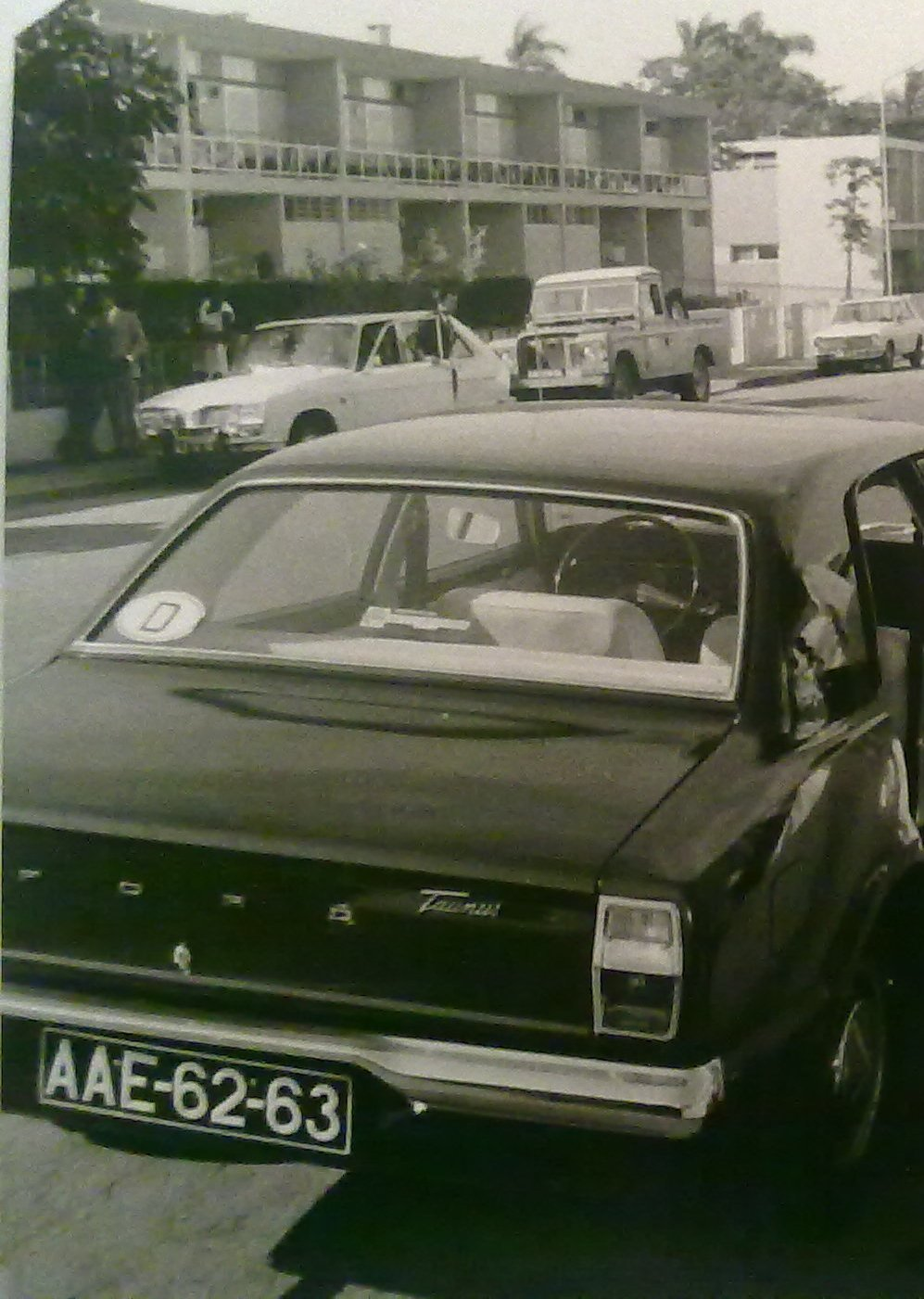
1972년 앙골라의 포드 20M

앙골라에서 포르투갈의 정책은 20세기 초에 도입된 개혁에 의해 수정되었다. 포르투갈 왕정이 몰락하고 국제 풍토가 좋아지면서 행정, 농업, 교육이 개혁되었다. 1951년 이스타두 노부 정권이 들어서면서 앙골라는 포르투갈의 영토가 되었다.
그러나 포르투갈의 지배는 뿌리 깊은 인종주의, 대량 강제 노동, 그리고 거의 완전한 근대화의 실패로 특징지어졌다. 식민지 지배 400년이 지난 1960년까지, 전 영토에 단 하나의 대학도 없었다. 이러한 교육 시설의 부족에 대응하기 위해, 1950년대에 정치 단체들이 처음으로 등장했고, 인권과 시민 권리에 대한 조직적인 요구를 하기 시작했고, 그들의 독립을 위한 투쟁에서 전 세계에 외교 캠페인을 시작했다. 한편, 포르투갈 정권은 독립에 대한 민족주의자들의 요구에 응하지 않았고, 이로 인해 1961년 북동 앙골라에서 게릴라들이 식민지 자산을 공격했을 때 시작된 무력 충돌이 촉발되었다. 그 전쟁은 식민지 전쟁으로 알려지게 되었다.
이 투쟁의 주역은 1956년 설립된 앙골라 해방인민운동(MPLA)과 1961년 등장한 앙골라 민족해방전선(FNLA), 1966년 설립된 앙골라 완전독립 민족동맹(UNITA)이었다. 오랜 갈등 끝에, 포르투갈은 1974년 포르투갈 리스본에서 쿠데타가 일어난 후, 1975년 11월 11일에 독립을 얻었다. 포르투갈의 새로운 지도자들은 국내에서의 민주적 변화와 이전 식민지들의 독립을 받아들이는 과정을 시작했다.

## 내전
1974년 포르투갈 쿠데타로 안토니우 데 스피놀라 대통령이 이끄는 군사 정권이 수립되었다. 스피놀라 정부는 포르투갈의 모든 식민지를 독립시키는 데 동의했고, 알보르 협정을 통해 앙골라의 권력을 3대 민족주의 운동인 MPLA, UNITA, FNLA에 넘겼다. 그러나 연합군은 빠르게 붕괴되었고, 그 나라는 내전으로 추락했다. MPLA는 수도 루안다와 그 밖의 대부분의 지역을 장악했다. 미국의 지원으로 자이르와 남아프리카 공화국은 독립 선언 전에 루안다를 점령할 목적으로 FNLA와 UNITA에 군사적으로 개입했다. 이에 대응하여 쿠바는 MPLA를 위해 개입했다. 한편, 남아프리카 공화국과 UNITA는 수도에서 남쪽으로 200km까지 접근했고, FNLA와 자이르군은 동쪽으로 30km 떨어진 키팡곤도까지 접근했다.
1975년 11월 11일, 쿠바의 지원으로 MPLA는 루안다를 붙잡고 앙골라 인민공화국으로 독립을 선언했다. 아고스티뉴 네투가 초대 대통령이 되었다. 1975년 11월 24일, 홀덴 로베르토, 조나스 사빔비와 함께 후암보에 있는 앙골라 인민민주공화국의 공동 대통령으로서 자신들의 단명 공화국(앙골라 민주 공화국, 앙골라 사회 민주 공화국)을 선포했다. 1976년 2월 11일 인민해방군의 공세 이후 해체되었다. 1976년 1월 말, MPLA군과 쿠바군은 FNLA, 자이르, UNITA를 모두 격파하고 남아프리카군은 철수했다.
1977년 5월 27일, 니토 알베스와 같은 전 MPLA 정부 인사들을 포함한 쿠데타 시도가 정부와 쿠바군의 보복으로 이어졌고, 수만 명은 아니더라도 수천 명이 처형되었다. 알베스는 고문당하고 살해당했다. 이 운동은 프락치오니즘으로 알려져 있다.

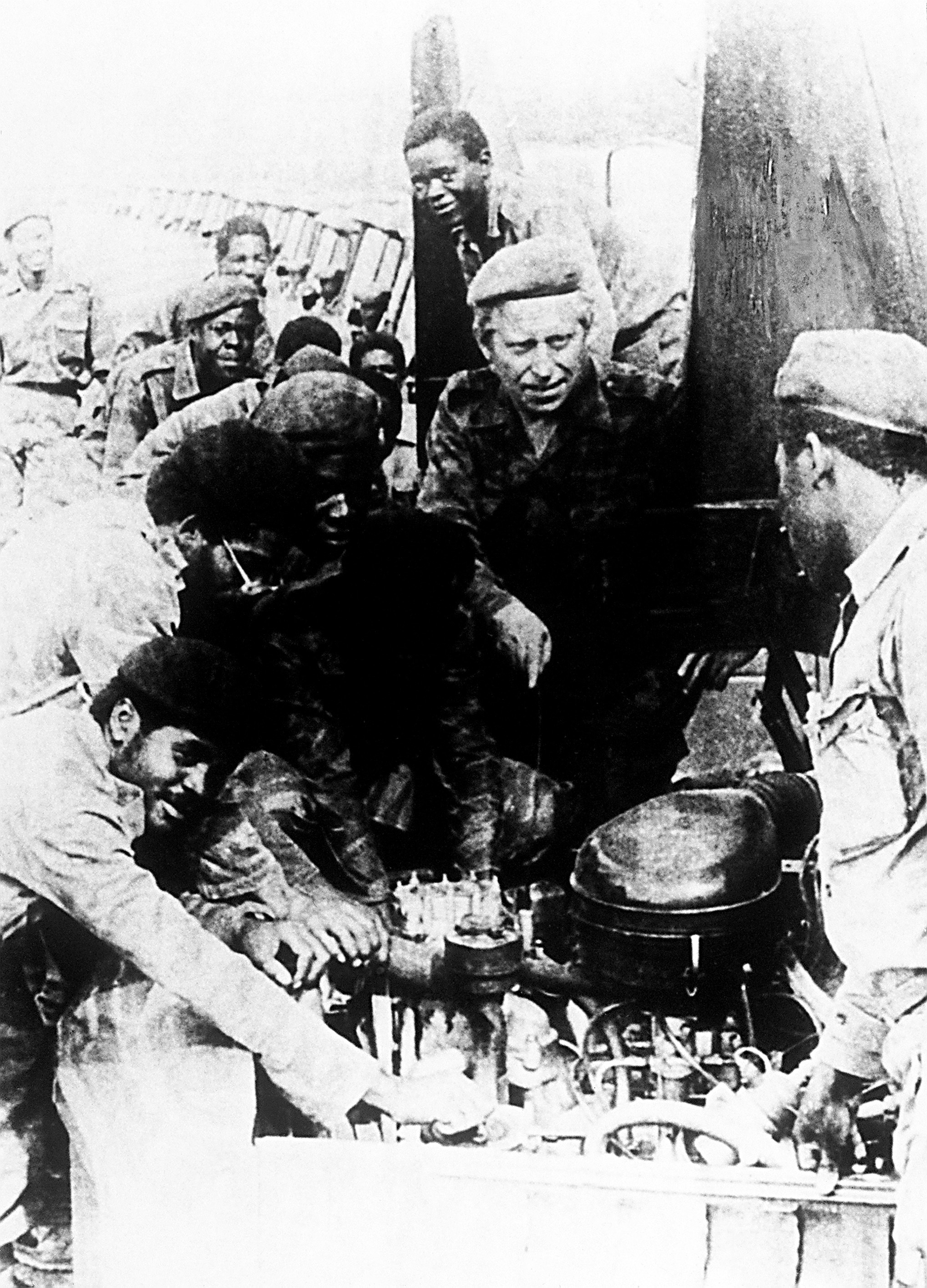
소련과 동구권 군사고문들은 1983년 앙골라에서 MPLA 군대를 훈련시킨다.

대리 전쟁은 계속되었다. MPLA 정부는 (미국은 아니지만) 쿠바에 쿠바 군대를 주둔시킬 것을 요청하였다. 조나스 사빔비가 이끄는 UNITA는 미국과 다른 나라들로부터 은밀한 지원을 받았고 MPLA 정부가 소련과 동구권 국가들의 지원을 받는 동안 남동쪽에서 군사 저항을 시작했다. 남아프리카 공화국은 앙골라 남부에 있는 남서아프리카 인민기구(SWAPO)를 계속 추격했고, 곧 기지를 설립하고 UNITA의 지원을 늘렸고, UNITA는 점점 더 많은 영토를 장악했다. 1987년 앙골라 해방 인민군(FAPLA)은 소련의 지원을 받아 UNITA에 마지막 타격을 주고 남아프리카 공화국을 몰아내기 위해 실패와 패배로 가득 찬 작전을 시작했다. 쿠바가 다시 개입하여 UNITA와 남아프리카 공화국의 진격을 저지했고, 1월 13일부터 3월 23일까지 쿠이토 쿠아나발레 전투가 벌어졌는데, 이는 제2차 세계 대전 이후 아프리카 역사상 가장 큰 전투였다.
MPLA와 미국은 1987년 6월부터 평화적 해결을 위한 협상을 벌여왔다. 미국은 쿠바를 직접 대화에 포함시키기로 합의했다. 쿠바는 1988년 1월 28일에 협상에 참여했고, 남아프리카 공화국은 3월 9일에 합류했다. 1988년 12월 22일, 앙골라, 쿠바, 남아프리카 공화국은 앙골라에서 쿠바군의 철수를 앙골라와 나미비아에서 남아프리카 공화국 병사들의 철수와 연계하는 삼국 동맹에 서명했다.
1991년 비체스 협정은 유엔의 감독 하에 민주적인 앙골라를 위한 선거 절차를 명시했다. MPLA는 49%의 득표율로 1차 투표에서 승리하였으며, 이에 반해 UNITA는 40%의 득표율을 기록했다. UNITA의 지도자 조나스 사빔비는 그 결과를 거부하고 전쟁에 복귀했다. 1992년 10월 30일부터 11월 1일까지 루안다의 유니타 및 FNLA 지지자 수천 명이 MPLA군에 의해 살해되는 할로윈 대학살이 일어났다. 전국적으로 사망자가 2만 5천명에서 3만명에 이르는 것으로 추산된다. 두 번째 평화 협정인 루사카 의정서는 1994년 11월 20일 잠비아의 루사카에서 체결되었다.
정부와 UNITA 사이의 평화 협정은 이전 UNITA 저항세력을 정부와 군대로 통합시키는 것을 규정했다. 그러나 1995년에 국지적인 전투가 재개되었다. 1997년 4월 국민통합정부가 수립되었으나 1998년 말 사빔비가 MPLA가 의무를 이행하지 않고 있다고 주장하면서 다시 전쟁을 재개했다. 유엔 안전 보장 이사회는 1997년 8월 28일 유엔 안전 보장 이사회를 통해 UNITA에 제재를 가결되었다. 앙골라군은 1999년 대규모 공세를 개시하여 UNITA의 재래식 능력을 파괴하고 사빔비의 군대가 보유했던 모든 주요 도시를 탈환했다. 사빔비는 UNITA가 게릴라 전술로 복귀할 것이라고 선언했고, 국가 대부분은 혼란에 빠졌다.
장기화된 내전으로 수십만 명의 사람들이 집을 잃었다. 지난 4반세기 동안 1백만 명에 달하는 사람들이 전투로 목숨을 잃었을지도 모른다. 그것은 2002년에 사빔비가 살해되었을 때에만 끝이 났다.

## 2000년대 및 2010년대
2000년 9월 21일 러시아 화물선이 런던의 선박 대리인의 도움을 받아 우크라이나 7.62mm 탄약 500톤을 앙골라 정부 사단인 심포트렉스에 전달했다. 그 배의 선장은 검사를 최소화하기 위해 화물을 "취약"하다고 선언했다. 다음날 MPLA는 9월 22일부터 25일까지 여러 전투에서 승리를 거두며 UNITA를 공격하기 시작했다. 정부는 룬다노르트주와 룬다술주의 군사 기지와 다이아몬드 광산에 대한 통제권을 얻었고, 사빔비의 병력 지불 능력을 손상시켰다.
앙골라는 2000년 4월 3일 수호이 Su-17 공격기 6대를 구입하여 무기의 대가로 슬로바키아에 석유를 교환하기로 합의했다. 카나리아 제도의 스페인 정부는 2001년 2월 24일 우크라이나 화물선이 앙골라에 636톤의 군사 장비를 수송하는 것을 막았다. 그 배의 선장은 그 배에 자동차 부품이 실려 있었다고 거짓으로 주장하면서 그의 화물을 부정확하게 보고했었다. 앙골라 정부는 심포르텍스가 러시아 국영 무기회사인 로소보로넥스포르트로부터 무기를 구입했다고 시인했고, 선장이 앙골라로 무기를 밀반입하는 관행인 그의 화물을 잘못 신고함으로써 스페인 법을 위반했을 수도 있다는 것을 인정했다.
정부군은 2001년 10월 벵겔라주의 에퐁골로코 기지와 쿠안자술의 무품보 기지를 점령하고 파괴했다. 슬로바키아 정부는 2001년 유럽 연합 무기 수출 행동 강령을 위반하여 전투기를 앙골라 정부에 판매했다.
조제 에두아르두 두스산투스는 2017년 38년 만에 앙골라의 대통령직에서 물러났으며, 산투스가 선택한 후임자인 주앙 로렌수가 평화적으로 그 자리를 이어받았다.

## 같이 보기
- 아프리카의 역사